# 黄家佐
黃家佐（1941年—），筆名童邊，安徽合肥人，中華人民共和國電視劇製作人，畢業于中央戲劇學院戲劇文學系，芮成鋼之父，主持人芮淑敏之夫，是兒童文學《新來的小石柱》的作者。

## 生平
出生于南京，在行知中学就读，參加校剧团，高中毕业后报考中央戏剧学院戏剧文学系，1964年毕业分配至安徽省祁门县农村。
1975年，作品《新來的小石柱》由人民文學出版社出版，後又改編為連環畫、廣播劇、動畫。1977年，兒子芮成鋼出生，姓從母，名同《新來的小石柱》主人翁石「成鋼」。
1985年，进入安徽廣播電視台，製作春节文艺晚会。他为首台春节文艺晚会编创《团圆》，获1986年中央电视台春节文艺节目展播一等奖。1989年开始，从事传记电视剧和革命历史题材电视剧之创作，兼作编剧、制片人，创作和拍摄十多部獲獎的电视剧作品。2000年，推出的20集古装青春浪漫喜剧《上错花轿嫁对郎》，在北京、上海等地播出创下收视率第一，也是安徽电视台制作的首部在美国、台湾和东南亚等地区播出的长篇电视连续剧。

## 獎項
- 1985年电视剧《团圆》，1986年中央电视台春节文艺节目展播一等奖
- 1988年电视剧《这家没男人》，中国大众电视“飞天奖”
- 1989年电视剧《廖承志在追忆着》，全国优秀电视剧荣誉奖
- 1991年电视剧《哦，王稼祥》，1993年中国大众电视“飞天奖”
- 1994年电视剧《红军浪漫曲》，省电视剧“灰喜鹊奖”
- 1995年电视剧《顾炎武》，省电视剧“灰喜鹊奖”
- 1996年电视剧《林则徐》(任文学编辑和制片主任)，1998年中国大众电视“飞天奖”、中宣部“五个一工程”奖[2]